# Lahmu

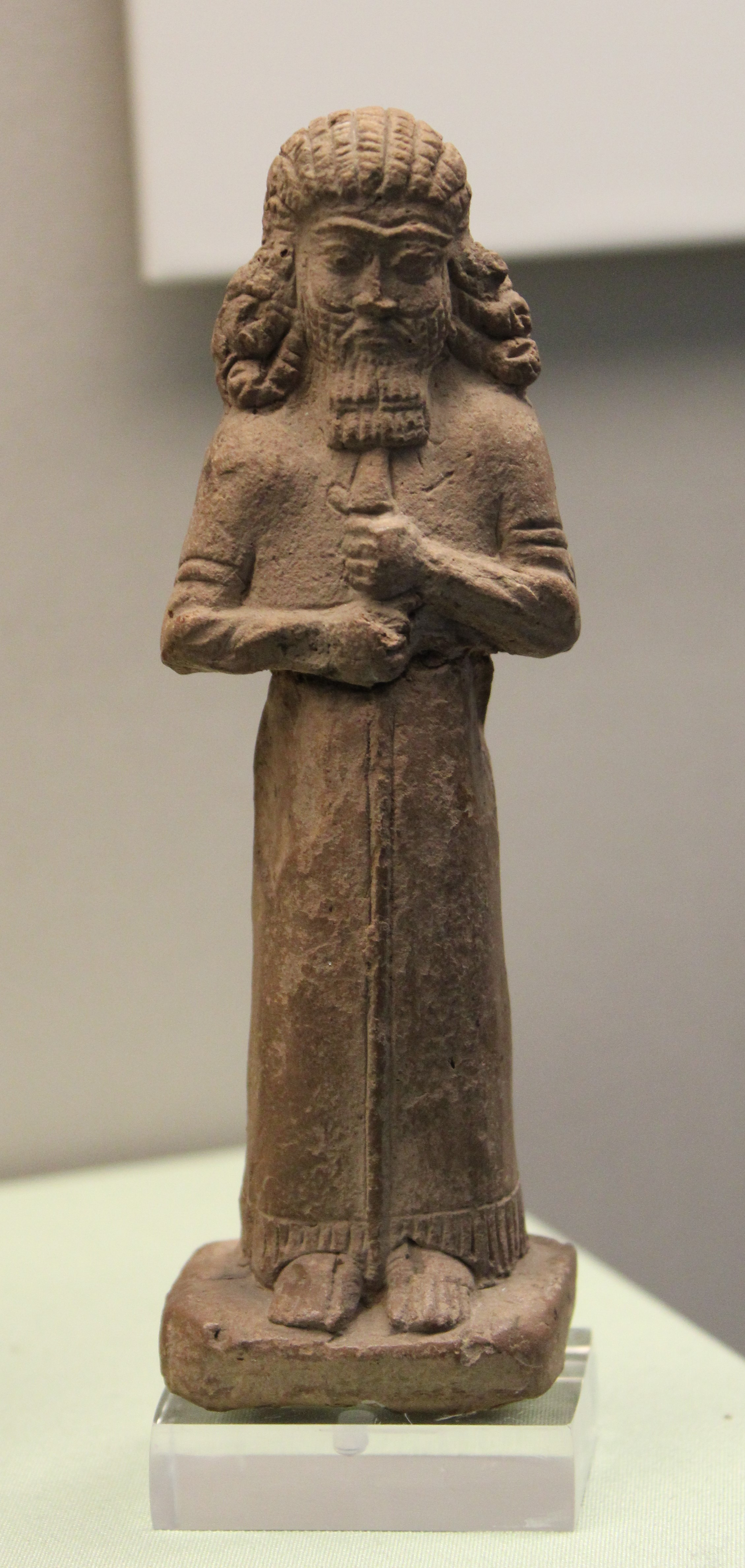
Figurine en terre cuite de Lahmu, période néo-assyrienne (900-612 av. J.-C.). British Museum.

Lahmu est une divinité secondaire et génie protecteur de la Mésopotamie ancienne. Son nom laḫmu signifie en akkadien « chevelu », et il a l'apparence d'un personnage barbu aux cheveux longs et bouclés.
Il est à l'origine associé au dieu sage Enki/Ea, et plus tard à son fils Marduk. 
Lahmu est souvent représenté sur des sceaux-cylindres, nu, en train de maîtriser des hommes-taureaux ou d'autres animaux sauvages. Des figurines en terre cuite du dieu sont connues pour la période néo-assyrienne, destinées à être enterrées sous des édifices afin d'invoquer sa protection et chasser les démons et les maladies qu'ils apportaient.
Dans la mythologie, il est évoqué par l’Épopée de la Création, où il est présenté comme une divinité primordiale, associé à son pendant féminin, Lahamu. Lahamu est également mentionné dans ce récit comme une des créatures monstrueuses invoquées par la déesse Tiamat afin de vaincre la jeune génération des dieux, mais son lien avec Lahmu n'est pas déterminé.